# فینال جام یوفا ۲۰۰۸

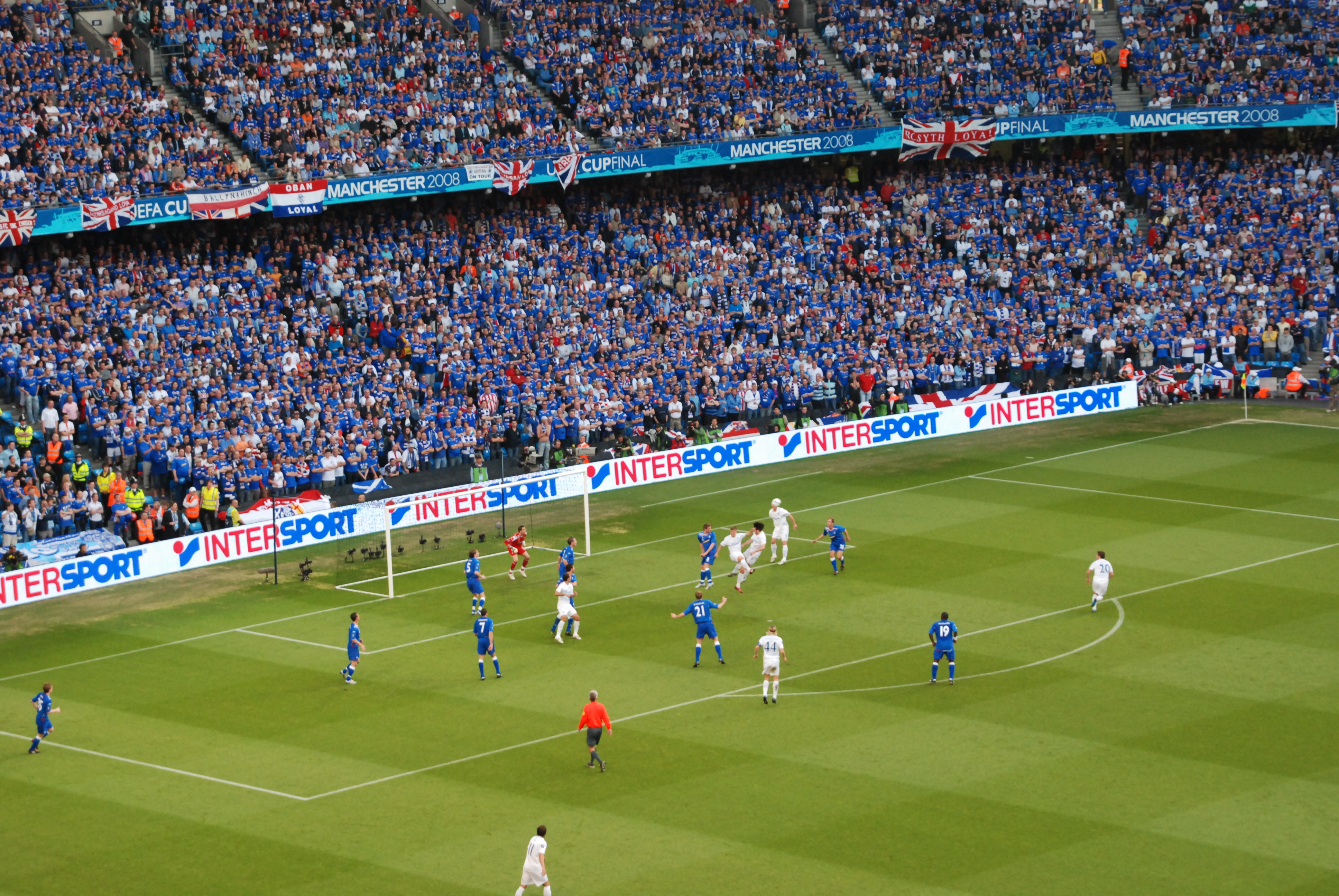
تصویری از فینال جام یوفا سال ۲۰۰۸

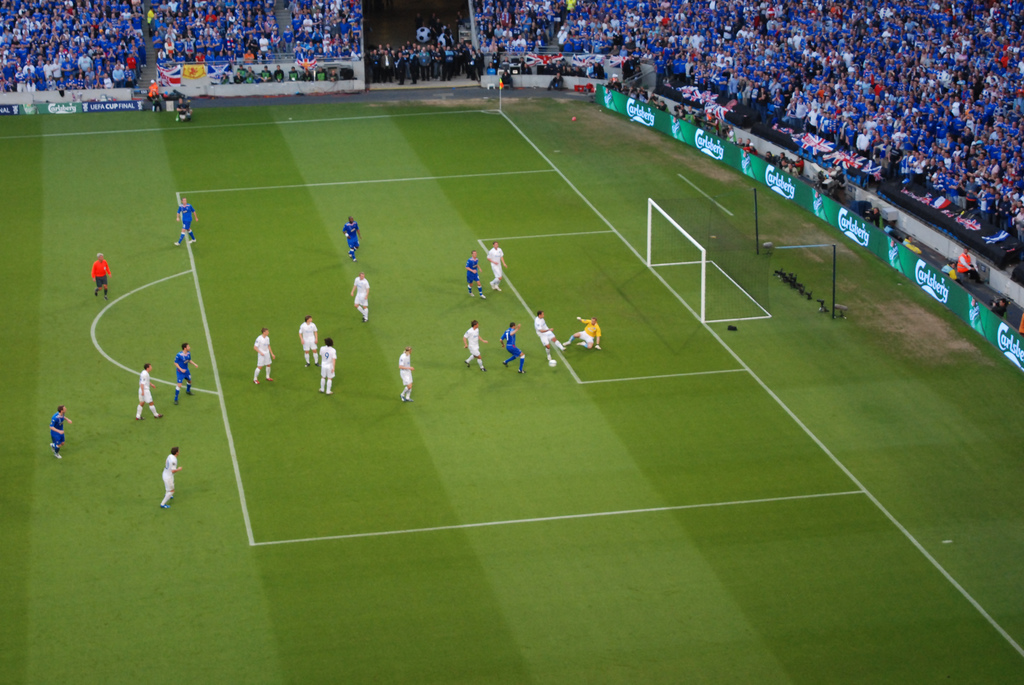

این مسابقه که در تاریخ ۱۴ مه ۲۰۰۸ در ورزشگاه شهر منچستر (اتحاد) انجام شده‌است با نتیجه ۲ بر ۰ به سود تیم باشگاه فوتبال زنیت سن پترزبورگ به پایان رسید.